# Gasthaus Der Engel (Rheinheim)

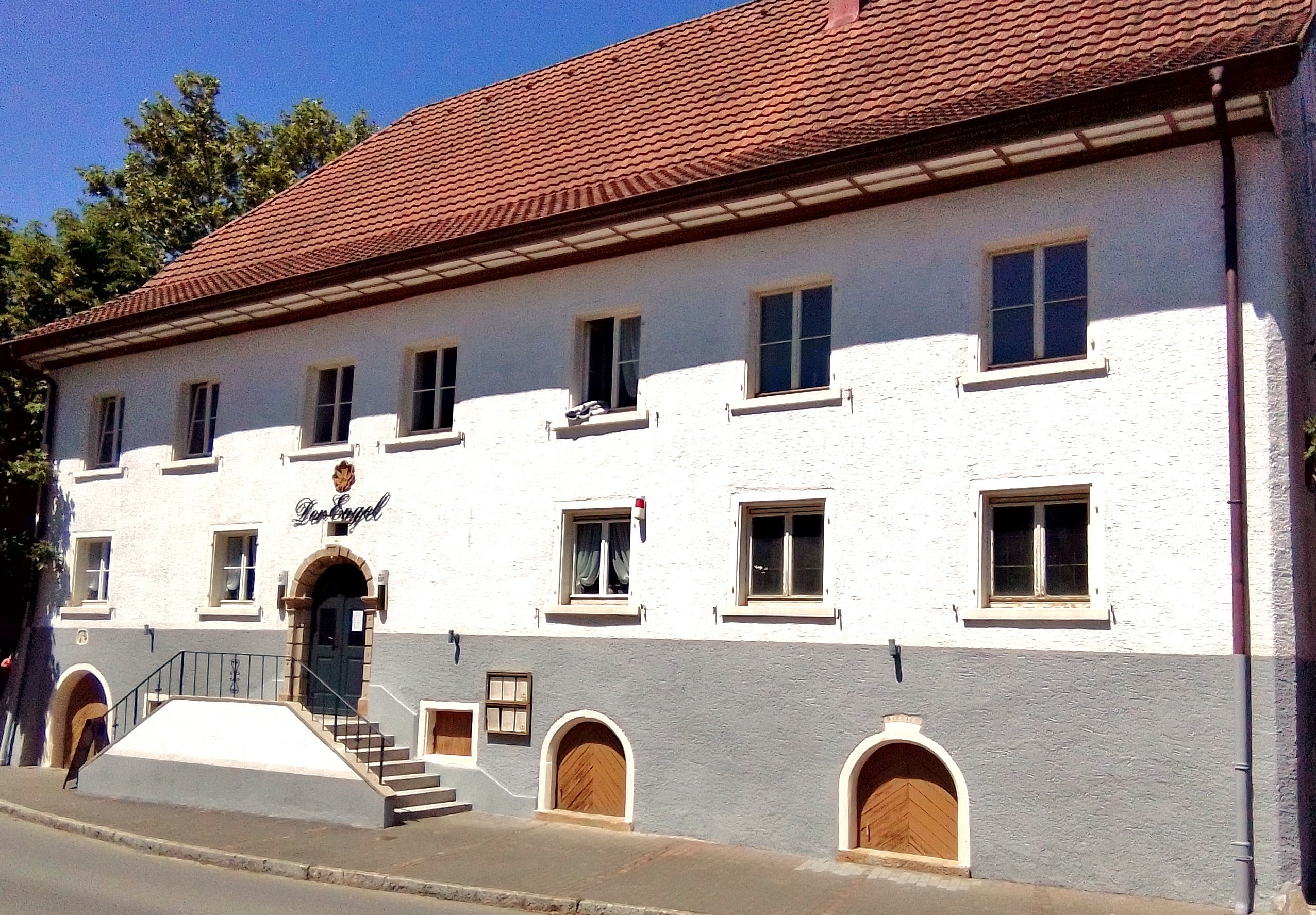
Straßenfront mit Treppenportal

Der Gasthof Der Engel in Rheinheim, in der Gemeinde Küssaberg im Landkreis Waldshut in Baden-Württemberg besitzt eine über 500-jährige belegbare Tradition als Gasthof. Der Lage nach kann das Gebäude auf eine römische Straßenstation mit Herberge (mansio) zurückgeführt werden.
Der Gasthof mit angrenzenden Einrichtungen und großem Biergarten war im Mittelalter Station eines Jakobsweges, der in seinem genauen Verlauf jedoch nicht festgestellt ist.
Inhaberin des Gasthofes ist Di Fazio Maria Cristina.

## Lage und Historie

Lage der Gemeinde Küssaberg im Landkreis Waldshut

Das Gasthaus liegt an der Grenze zwischen Deutschland und der Schweiz etwa in der Mitte der Strecke zwischen Basel und dem Bodensee, die fast vollständig vom Hochrhein gebildet wird, im Ortsteil Rheinheim der Gemeinde Küssaberg nahe der Brücke zum Schweizer Kurort Bad Zurzach.
Für die Bewohner beider Seiten des Flusses und auch die Touristen der Region ist das historische Ambiente des Hauses und saisonal auch der Biergarten attraktiv; das kulinarische Angebot ist der Besitzerfamilie gemäß italienisch orientiert und durch traditionell deutsche Gerichte ergänzt.

### Ensemble um den Gasthof
Unmittelbar am Rheinübergang befand sich ursprünglich ein militärisch genutzter Bau zur Kontrolle der Brücke („Ehemaliges Pfarrhaus, davor vermutlich das Hauptgebäude des Rheinauer Pfleghofes, also der Güterverwaltung des Klosters.“), daneben steht die katholische St. Michaelskirche sowie – direkt gegenüber dem Engel an der heutigen Landstraße 162 die ehemalige rheinauische Zehntscheuer. Das nahe Umfeld bildet den alten Ortschaftskern von Rheinheim, unter anderem – südlich gegenüber dem Engel – das Kaiserliche Jagdhaus, später Amts- und Rathaus und heute Museum Küssaberg.

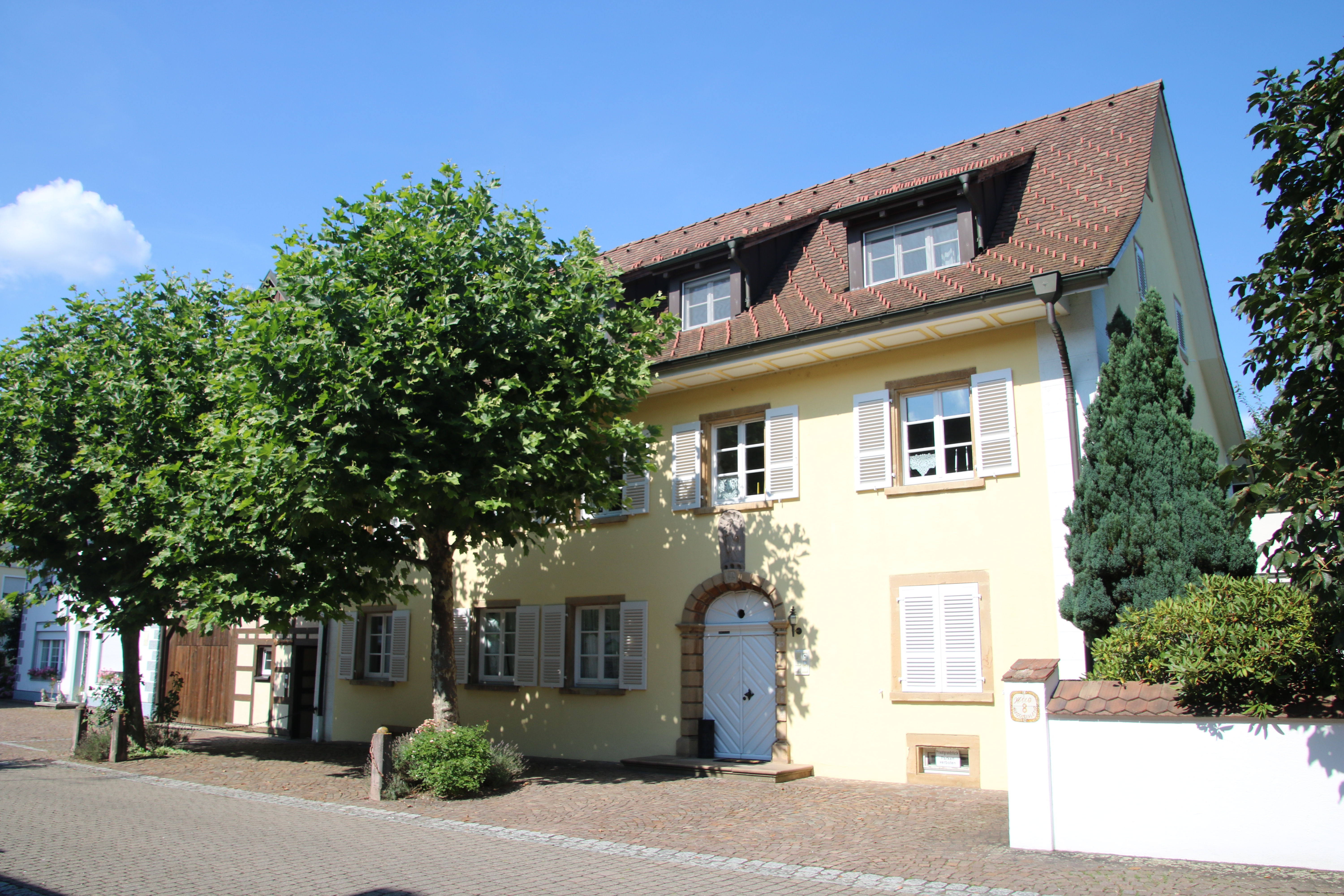
Haus am Rathausring 8, ehemalige Herberge

Zu den Gebäuden im Zentrum gehört auch „die Pilgerherberge, Rathausring 8 [früher Nr. 18] und ein schmales Zollgebäude, das 1908 im Stile des Biedermeier erbaut wurde.“
Pilgerherberge

Das Gebäude am Rathausring 8 mit Portal von 1751, die zum Engel gehörende Pilgerherberge war später ein kleines Frauenkloster. „Das Portal wird stilistisch dem Barock zugeordnet, insbesondere wegen des heiligen Nepomuk über dem Torbogen. Die Türfassung selbst ist noch sehr von der Renaissance beeinflusst, die der Zeit des Barock voran ging.“ „Im Inneren des Gebäudes gibt es schöne Kreuzgewölbe. Das Haus hat einen riesigen gewölbten Keller.“

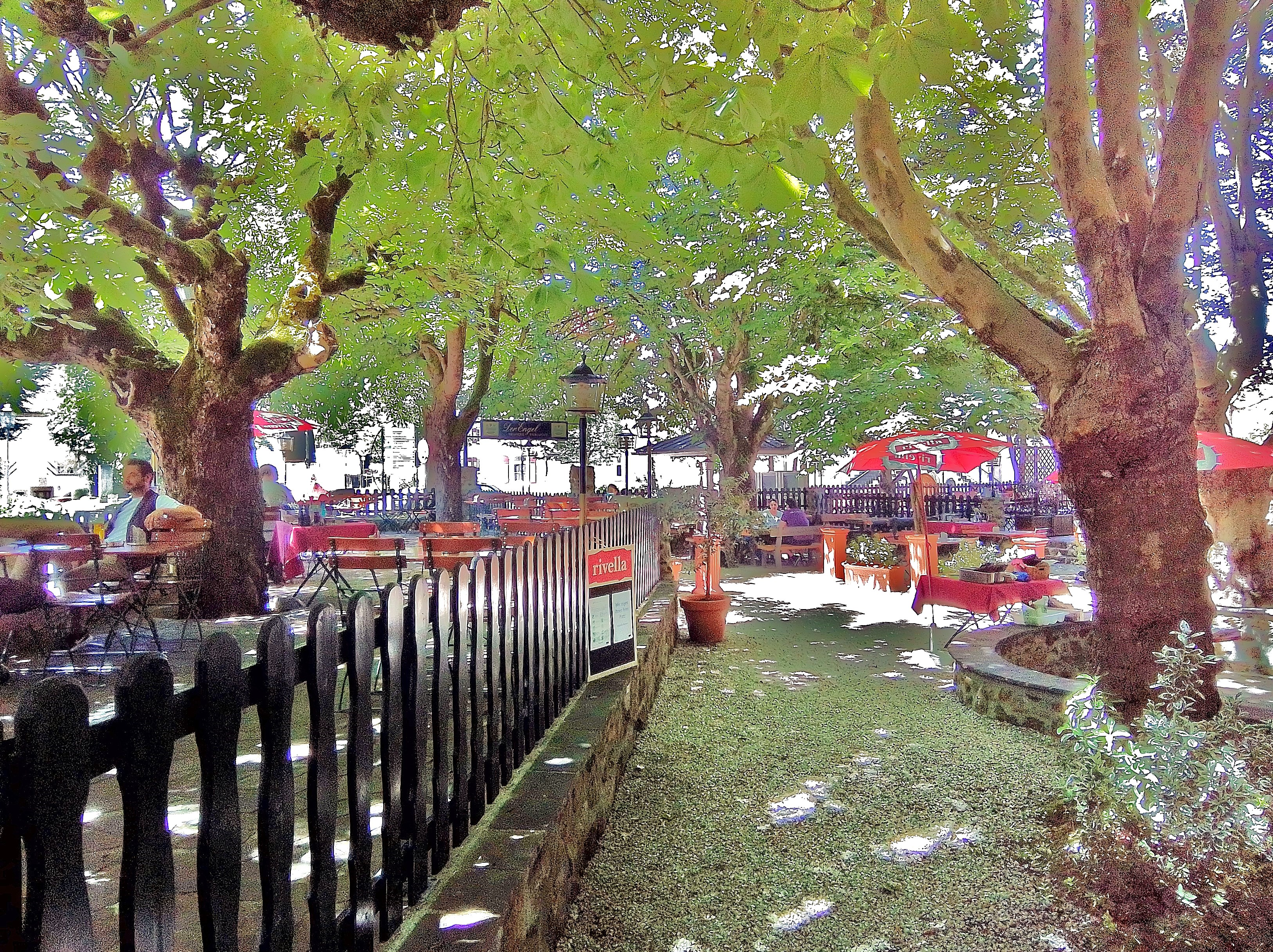
Biergarten mit altem Baumbestand

Der Engel bezieht seine historische Bedeutung als Rasthaus und Verkehrsstation aus der Lage am wichtigsten Flussübergang seit dem Brückenbau der Römerzeit ab der 15 v. Chr. eingerichteten Heeresstraße aus dem Schweizer Alpenvorland nach Germanien. Schon zuvor wird die Strecke als ‚uralter Handelsweg‘ genutzt worden sein. Nach der Besitznahme der Raumschaft durch die Alamannen blieben die römischen Bauten lange Zeit zerstört.

## Das Gasthaus in jüngster Zeit
Im Jahr 2000 erwarb die Familie Palella den Gebäudekomplex und machte nach Umbau und Renovationsarbeiten den größten Teil der Öffentlichkeit wieder als Restaurant zugänglich.

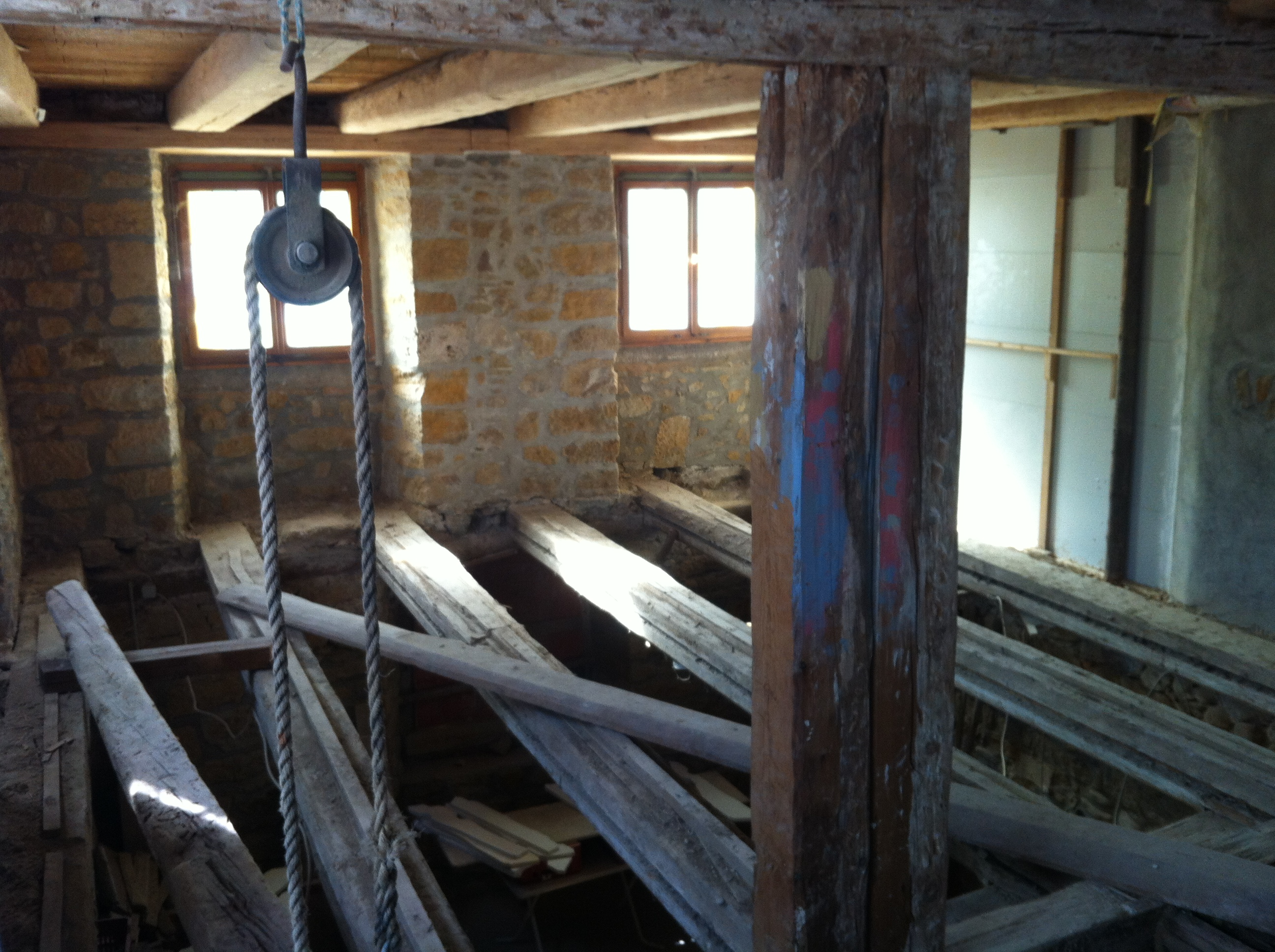
Umbau zur Einrichtung der Weinstube im Nordost-Teil

Seit 2004 betreibt die Familie Di Fazio Palella Cristina und Angelo mit den Kindern Dèsirèe, Valentina, Paolo und Jonny den Betrieb, zu dem im Landkreis Waldshut noch drei Eiscafés zählen. Nach der Neueröffnung am 1. November 2004 verfügte das Haus über 270 m² ausgebauter Innenfläche.
Hier befindet sich das Restaurant mit Nebenraum für Gesellschaften sowie Cocktailbar, im Außenbereich liegen die Terrasse und der Biergarten mit uraltem Baumbestand.
Der Engel wurde während der Betriebssperre in der Corona-Krise renoviert und soll neben den Gasträumen und dem Veranstaltungssaal 2020 um eine Gourmet- und Weinstube erweitert werden.

## Geschichte

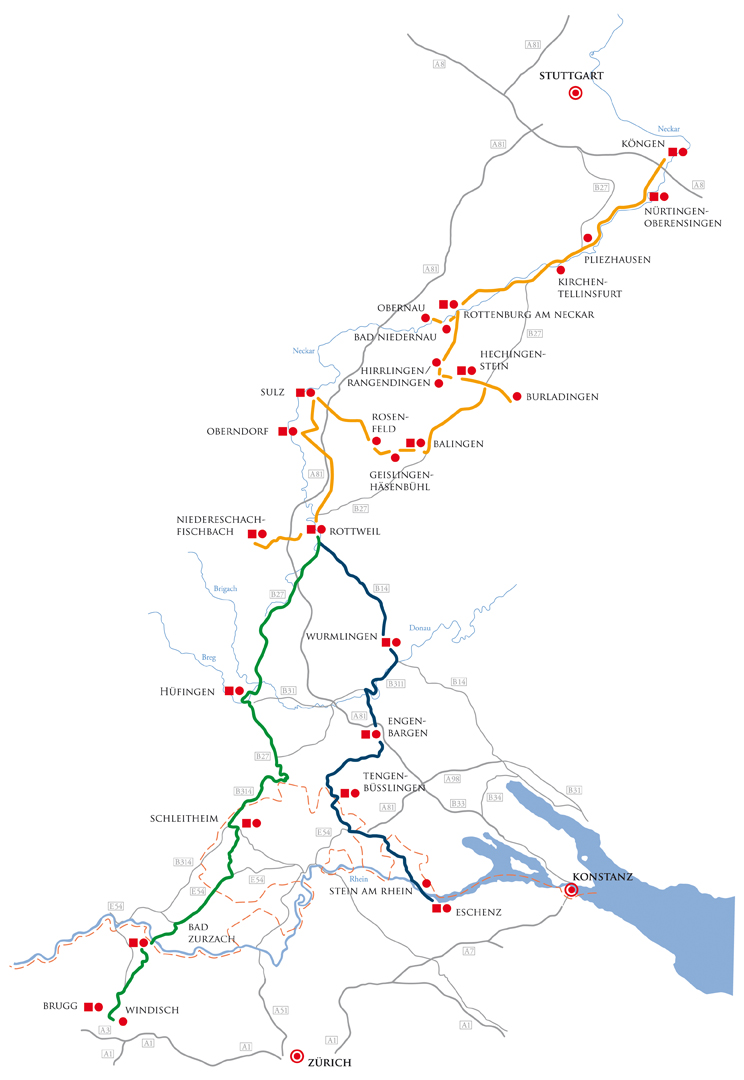
Karte zur Römerstraße (am unteren Rand links Bad Zurzach und gegenüberliegend Rheinheim)

### Vermuteter römischer Ursprung
Der Gasthof befindet sich im historischen Ortszentrum von Rheinheim auf dem Territorium des ehemaligen römischen Brückenkopfes am Rheinübergang der Heerstraße von Vindonissa (Brugg) zur kleinen Römerstadt Tenedo an der Stelle von Bad Zurzach. Die Straße führte weiter über die Donau bis Rottweil (Arae Flaviae) und zum obergermanischen Limes. In ähnlicher Lage wie die ehemalige römische und später die mittelalterliche Brücke befindet sich heute unweit des Gasthofes die moderne Brücke zwischen Bad Zurzach und Rheinheim an der Landesstraße 162.
Im Gasthof konnten 2004 beim Umbau in den Gewölben keine römischen Befunde mehr festgestellt werden.
Auch nach dem Rückzug der Römer Anfang des 5. Jahrhunderts könnte nach dem Neubeginn von Fernverkehr im 7. Jahrhundert aufgrund der verkehrsgünstigen Lage die Beherbergung von Durchreisenden (Händlern, Verwaltungs- und Militärpersonal, Privatpersonen) und Boten (Pferdewechsel) an diesem Ort wieder aufgenommen worden sein.

### Mittelalter
Nachgewiesen werden kann eine Herberge in Frühgeschichte und Mittelalter nicht, es spricht jedoch viel dafür, dass sie im Zusammenhang des Ausbaus der Hochrheinregion durch die ab dem 13. Jahrhundert dominierenden kirchlichen Instanzen existierte, denn Wallfahrtsorte bekamen einen hohen Stellenwert und durch das Zusammenkommen vieler Menschen bildeten sich dort auch Märkte und Handelszentren.
Brücke und Handelsplatz

Spätestens mit einem erneuten Brückenbau zwischen Rheinheim und Zurzach und der Begründung der Zurzacher Messe bestand ein hoher Bedarf an Unterbringung und Versorgung.

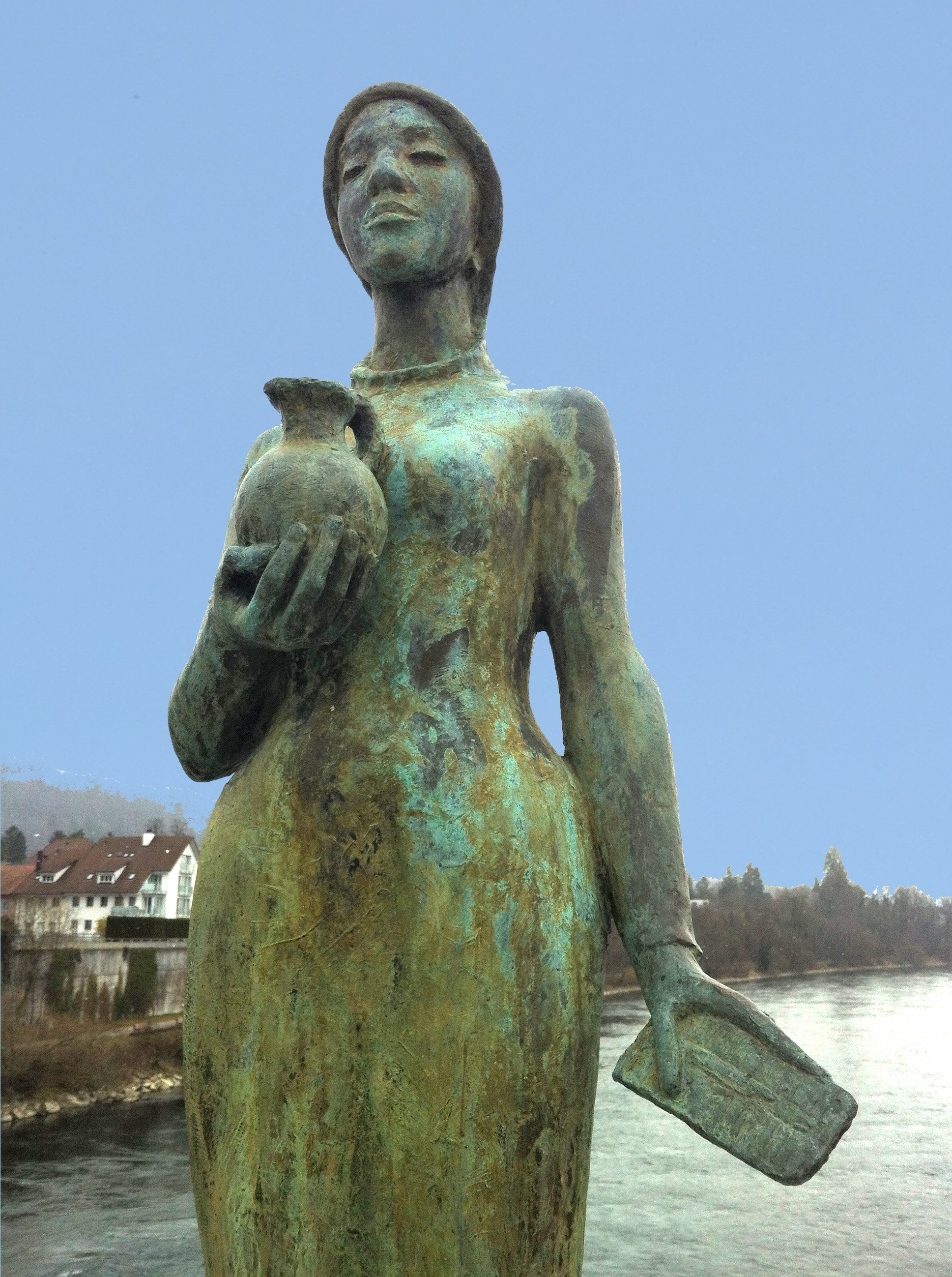
Wallfahrtsziel Verena – Statue an der Hochrheinbrücke

Die mittelalterliche Brücke bestand fast 100 Jahre und „nach dem Abgang der Rheinbrücke (Hochwasser 1343?) besorgten Fähren bis 1907 den Verkehr über den Rhein.“ Doch war diese Übergangsweise dem Verkehrsaufkommen entsprechend ausreichend und es gab damals auch einen intensiven Bootsbetrieb rheinabwärts.
Zurzacher Messe

Die mittelalterliche Brücke begründete die Bedeutung von Rheinheim-Zurzach als Straßenverbindung und dann als Messeplatz „im grossen wirtschaftlichen Aufschwung, den Zentraleuropa im [späten] 14. und 15. Jahrhundert erlebte“, zumal ein weiterer großer Markttag im September zusammen mit der Wallfahrtstag zur hl. Verena abgehalten wurde. Zu diesem Zeitpunkt waren auch die Flüsse „Rhein, Aare, Limmat und Reuss“ zur Schifffahrt benutzt, sodass Tausende Besucher zu den Messen (im Frühjahr im Mai) kamen. Auch in Rheinheim herrschte zu dieses Zeiten ein reges Markttreiben.
Da die beiden Jahrmärkte jeweils über drei Tage dauerten und 1433 ein regelmäßiger Samstagsmarkt hinzu kam, stieg der Bedarf an Übernachtungs- und Unterbringungsplatz für Wagen und Tiere derart, dass die alte Rheinheimer Straßenstation – wenn nicht schon früher –, so doch in diesen Zeiten wirtschaftlicher Entfaltung genutzt worden sein wird. Ein Beleg dazu liegt Ende des 14. Jahrhunderts vor.

## Ersterwähnung
Vertrag des Bischofs von Konstanz mit den Grafen von Sulz

Die Hohe Gerichtsbarkeit über die Herrschaft Küssenberg stand seit ihrem Verkauf 1240 dem Bischof von Konstanz mittels seines Vogtes auf der Küssaburg zu. Doch 150 Jahre später hatten sich die Machtverhältnisse zu Ungunsten der kirchlichen Instanzen verändert und der Konstanzer Bischof Hugo von Hohenlandenberg stieß viele Ländereien ab: „Noch im Jahre 1497, […] in welchem die Herrschaft Küssaberg an die Sulzer verpfändet wurde, schloß man einen Vertrag, um durch schriftliche Vereinbarungen der gegenseitigen Rechte und Pflichten kommenden Zwist zu vermeiden.“
Der 21. Abschnitt des Vertrages klärt den Fährdienst von Rheinheim:

„Item und ob Sach wäre, daß einer an das Fahr käme, er wäre fremd oder einheimisch, der soll drei mal rufen, kommt der Fehr nit, so mag er in das Wirtshaus gehen und auf des Fehren Kosten ein Maß Wein trinken und dann wieder hingehen und abermals rufen, kommt der Fehr aber nit, so mag er es wieder tun, bis er ihn endlich führt. Und was er also verzehrt, soll der Fehr zahlen.“

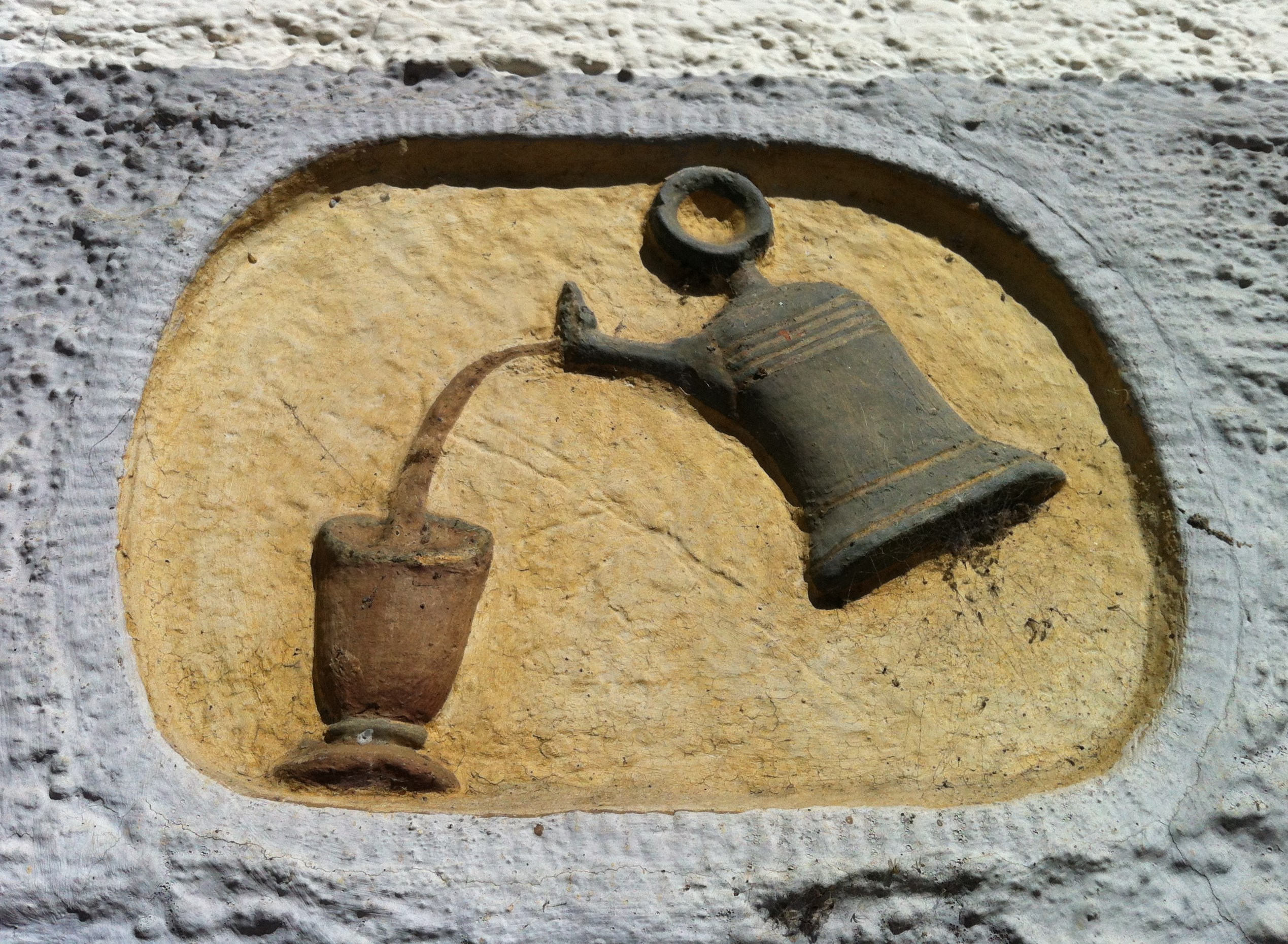
Miniatur zum ehemaligen Weinausschank am linken Kellerzugang.

Ohne Zweifel ist mit dem „Wirtshaus“ der damals auch der Fähre nahe gelegene Engel gemeint und so kann die Ersterwähnung des Gasthofes urkundlich auf das Jahr 1497 datiert werden. Die Regelung im Vertrag impliziert jedoch, dass das Gasthaus zu diesem Zeitpunkt schon länger bestand.

### Neuzeit
„Im 15. Jahrhundert und besonders an der Wende zum 16. Jahrhundert war jedermann im Abendland der Meinung, daß eine Reform der Kirche an Haupt und Gliedern notwendig wäre. […] Auf drei Konzilien wurde versucht, Besserung zu schaffen, aber nichts wurde erreicht. Das Mißlingen mehrte nur die Kritik.“
Durch die Gründung der Eidgenossenschaft war der Hochrhein mittlerweile zu einer brisanten, übergeordneten ‚Staatsgrenze‘ geworden und auch die Reformation des Martin Luther fand Befürworter und Gegner. Auf Schweizer Seite wurde die Reformation des Huldreich Zwingli zu einer starken Macht und auf deutscher Seite stand Kadelburg unter der direkten Herrschaft (Niedere Gerichtsbarkeit) der reformierten „Chorherren“ zu Zurzach. Die Konstellation war konfliktreich, denn Oberherr der Kadelburger war der Graf von Sulz (Hohe Gerichtsbarkeit), der dem römisch-katholischen Glauben anhing. Dabei kam es kurzfristig zu Abstimmungen über die ‚neue Lehre‘ in zahlreichen Orten, auch in Kadelburg:

### Zweite Erwähnung des „Engel“
Als ein kurzer Konflikt mit dem Zugeständnis der Glaubensfreiheit für alle Herrschaften endete – „da stimmte die Kirchengemeinde Zurzach am 24. August 1529 ab und entschied sich gegen nur sieben Stimmen für die neue Lehre. Von den Kadelburgern war keiner, der dagegen stimmte.“
Die Kadelburger wurden deshalb in Zürich mit der Bitte um einen neuen Prediger vorstellig und „diesem Wunsche ward sofort entsprochen, und bald darauf kam der Prädikant Franz Zink von Einsiedeln, ein guter Freund des Zwingli, […] wo er im ‚Engel‘ abstieg.“
Damit kann die zweite Erwähnung des Gasthauses Engel – dieses Mal auch mit Namen – in der Überlieferung auf das Jahr 1529 datiert werden. Noch im selben Jahrhundert folgte noch eine weitere Nennung:
Nach der Gegenreformation, die im Süden des Heiligen Römischen Reiches Deutscher Nation die katholische Kirche wieder in ihre alten Rechte einsetzte, ist ein Dokument bekannt, das den Pfarrgütern in Rheinheim auch „das Wirtshaus in Rheinheim (Engel)“ zusprach. Da der Vertrag nach dem Tod des Grafen Alwig von Sulz († 4. Januar 1572) entstanden war, war das Wirtshaus gegen Ende des 16. Jahrhunderts Teil der Rheinauischen Pfarrgüter von Rheinheim. Nun beherrschte das Kloster Rheinau Rheinheim und das weite Umfeld ökonomisch und im Alltagsleben durch seine Niedere Gerichtsbarkeit – im Rahmen der Herrschaft der Grafen von Sulz.

## Station auf einem unbekannten Jakobsweg
Die große Beunruhigung, die von Reformation und Gegenreformation in Mitteleuropa hervorgerufen wurde, führte auch zu intensiver Befassung mit der Geschichte des Christentums und förderte die Idee der Wallfahrten – Jerusalem war Ende des 13. Jahrhunderts endgültig an die Araber verloren gegangen und das nordwestliche Spanien, das sich der arabischen Eroberung widersetzen konnte, wurde mit dem Hauptort Santiago de Compostela Ziel und auch Symbol einer Erneuerung des christlichen Glaubens. Zudem war der Ort auch für ‚einfache‘ Gläubige erreichbar.
Rheinheim lag „an einer Seitenroute zum großen Pilgerweg nach Santiago de Compostela. Der Höhepunkt der deutschen Jakobuswallfahrten war um das Jahr 1500. Die süddeutschen Wallfahrer besuchten erst das Verenaheiligtum in Zurzach.“

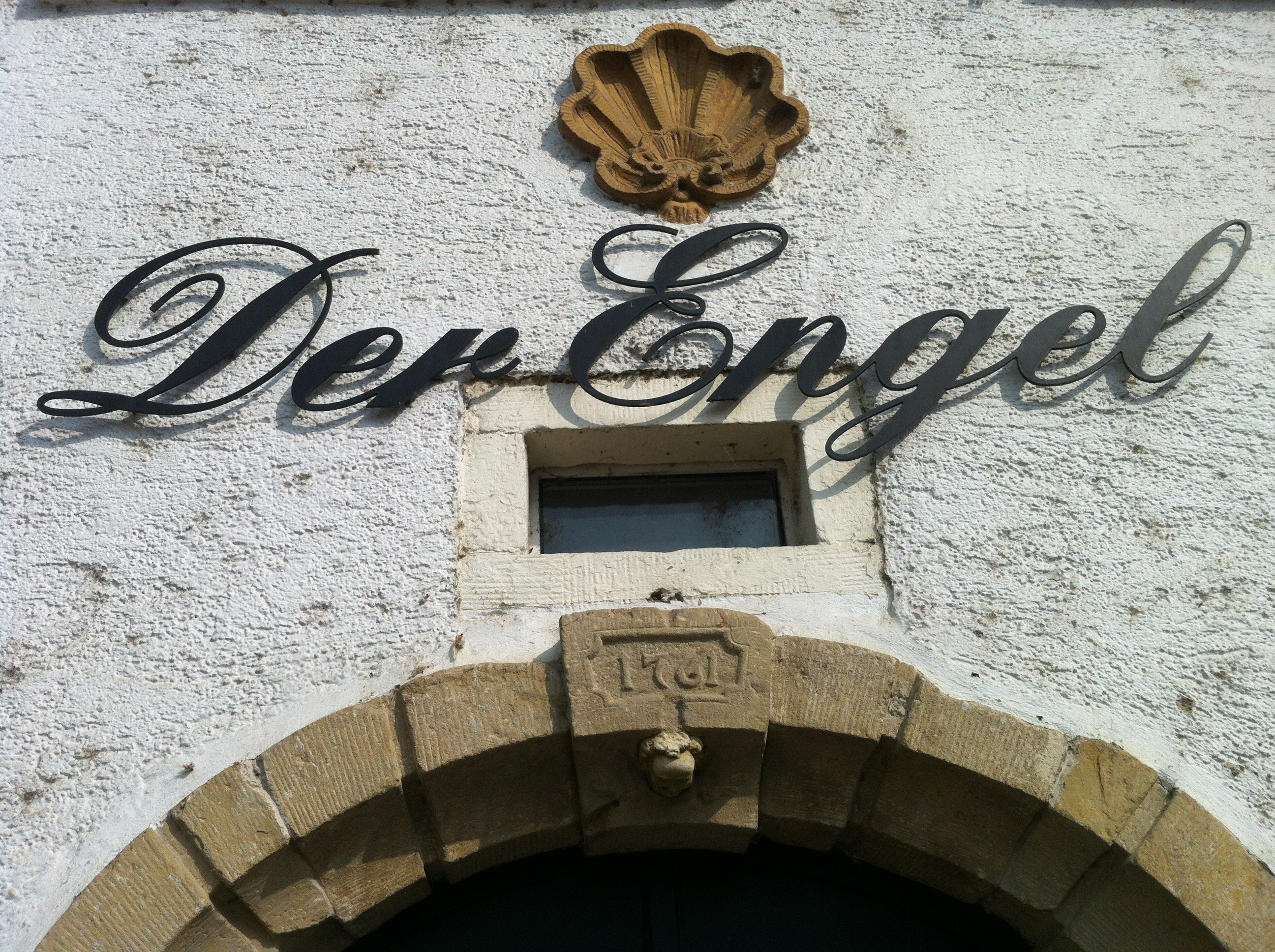
Gasthof Engel Rheinheim (Portal). Oben die „Jakobsmuschel“

Die Wallfahrer der Südroute über Nürnberg und Ulm trafen hauptsächlich in Konstanz und Schaffhausen zur Flussüberquerung auf dem Weiterweg zum Kloster Einsiedeln ein, doch dürfte ein – offiziell nicht bekannter – Jakobsweg durch den Klettgau zum Zwischenziel des Verenaheiligtums in Zurzach geführt haben. Wolf Pabst schreibt: Man sieht die Muschel „in vielen Kirchen des Hochrheingebiets, so beispielsweise in Degernau, in Bühl oder in der Klosterkirche von Rheinau. […] Ein weiteres noch erhaltenes Pilgerhaus findet man in der Ortschaft Lausheim, die acht Kilometer östlich von Bonndorf liegt.“
Bekannt ist auch, dass vielbegangene Jakobswege durch Städte wie Konstanz zahlreiche Pilger zur Suche nach ruhigeren Routen veranlassten, sodass eine Strecke von Schaffhausen Richtung Waldshut abzweigend über Rheinheim und Zurzach nach Einsiedeln oder Bern durchaus Sinn gemacht hätte. Alle diese südlichen Routen führten dann westlich weiter zur Burgundischen Pforte.
Einen allgemeinen Höhepunkt von Pilgerfahrten erlebte Santiago de Compostela im 15. Jahrhundert an den Gnadentagen (immer dann, wenn der Festtag des hl. Jakobus auf einen Sonntag fällt). Ein Niedergang erfolgte im 17. Jahrhundert, der im 18. wieder einen Aufschwung nahm – zunehmend und bis heute neben dem klassischen Pilgertum als eher touristisch motivierte Unternehmung.

## Von der Beherbergungsstation zu Gasthaus und Posthalterei

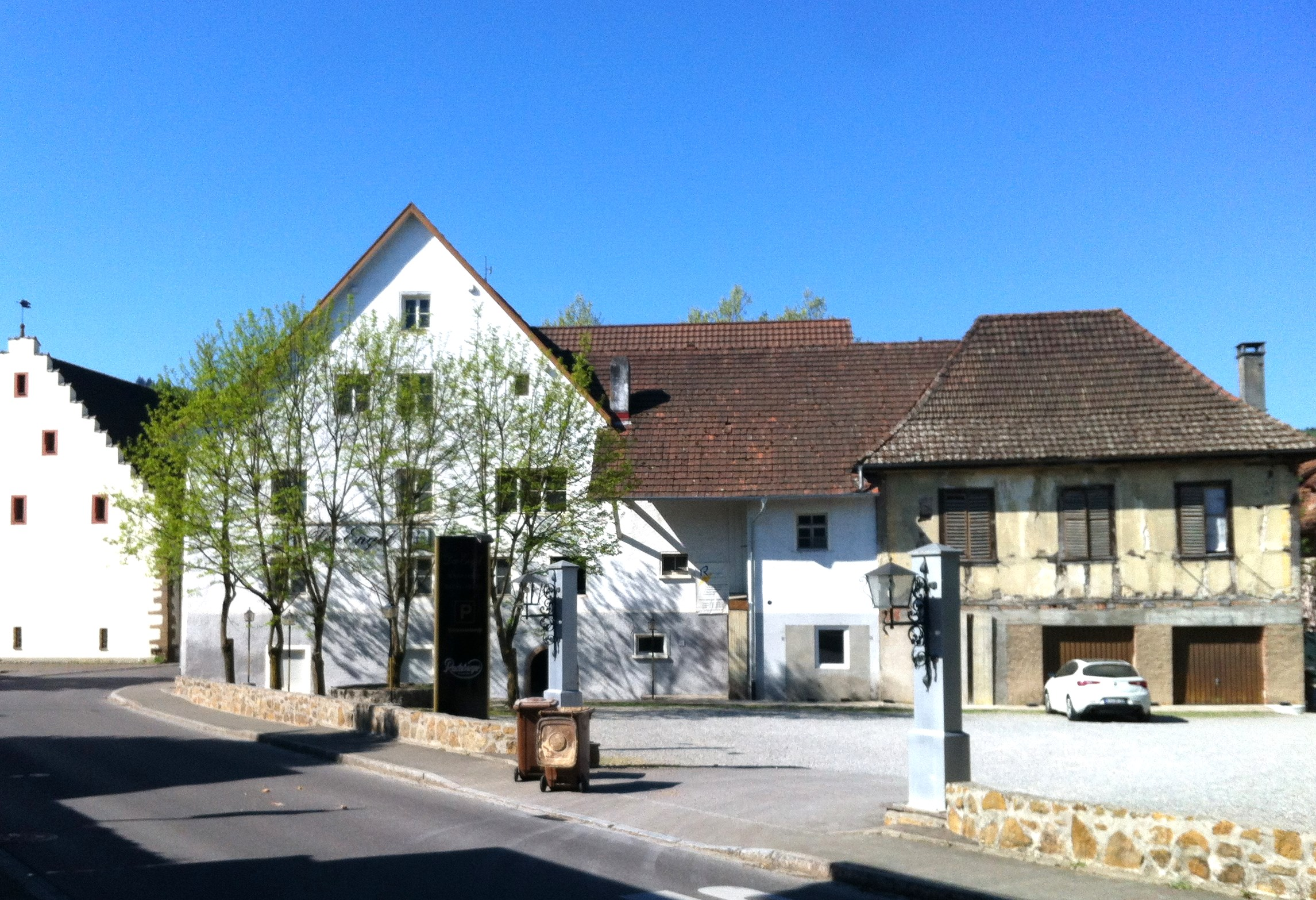
Das Teilgebäude rechts steht unter Denkmalschutz

Als zentrale Bauten waren Stationen wie der Engel im Mittelalter oft kaiserliche Krongüter und blieben auch später bevorzugt in der Hand von Adelsfamilien so wie am Hochrhein bei den Landgrafen des Klettgau. Nach dem Dreißigjährigen Krieg (beendet 1648) – die nah gelegene Küssaburg war 1634 zerstört worden – verloren diese Güter durch die weite Ausdehnung der neuen Machtbereiche (Staaten), dem Rückgang von Fernhandel und dem Ende der wirtschaftliche Dominanz der Klöster ihre ‚herrschaftliche‘ Bedeutung. Zudem war der Adel selten in der Lage, ökonomisch zu denken und zu handeln so wie es die neuen Entwicklungen erforderten. Der Händler und Bürger besaß mehr Verständnis für wirtschaftliche und gesellschaftliche Vorgänge wie Warenproduktion und -verteilung oder Postverkehr.

### Nennung im 17. Jahrhundert
„Der ständige Wechsel der Pächter und der zu geringe Nutzen, den Wirtschaft als herrschaftliches Eigengut abwarf, bewogen den Landgrafen, dem Rat seiner Amtsleute zu folgen und den Adler wie auch das Gasthaus Zum Engel in Rheinheim zu verkaufen. Der Kaufbrief wurde am 23. Dezember 1686 in Tiengen ausgefertigt und vom Gräflich Sulzischen Salzfaktor und Vogt Franz Berlinger von Oberlauchringen unterzeichnet.“
Der genannte Kaufbrief bezieht sich auf den Adler in Lauchringen, doch wird der Verkauf des Engel vermutlich im gleichen Zeitraum vollzogen worden sein.

## 18. Jahrhundert
Über dem Haupteingang befindet sich ein Stein mit der Jahreszahl 1761 – damit findet sich neben urkundlichen und literarischen Erwähnungen noch ein archäologischer Hinweis auf ein hohes Alter des Gasthofes:

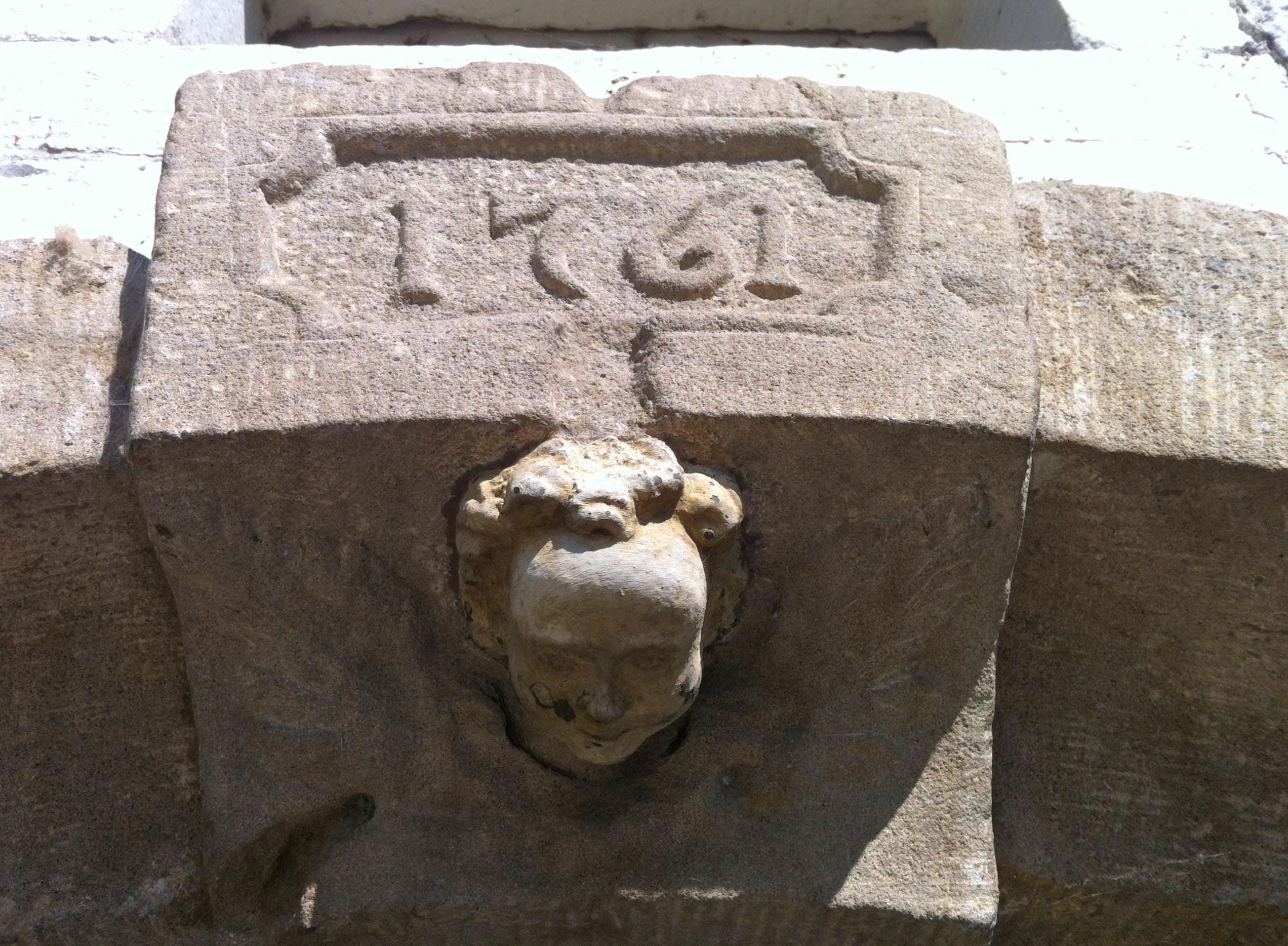
1761 wurde der Rheinheimer Ortskern erneuert (?)

„Renaissanceportal von 1761 mit Engelchen, darüber in Stein gehauene Jakobsmuschel. Links vom Eingang über der Kellertür Relief mit Weinkrug und Weinglas. Rechts vom Eingang über dem zweiten Kellereingang Jahreszahl 1815. […] Im Innern des Gebäudes, im Gastraum, ein gemauertes steinernes Relief mit Posthorn und Peitsche. Zum Gasthaus gehört ein Biergarten mit schönem altem Baumbestand, der inmitten des Ortszentrums gelegen ist. Vom Biergarten aus sieht man viele der beschriebenen Gebäude.“

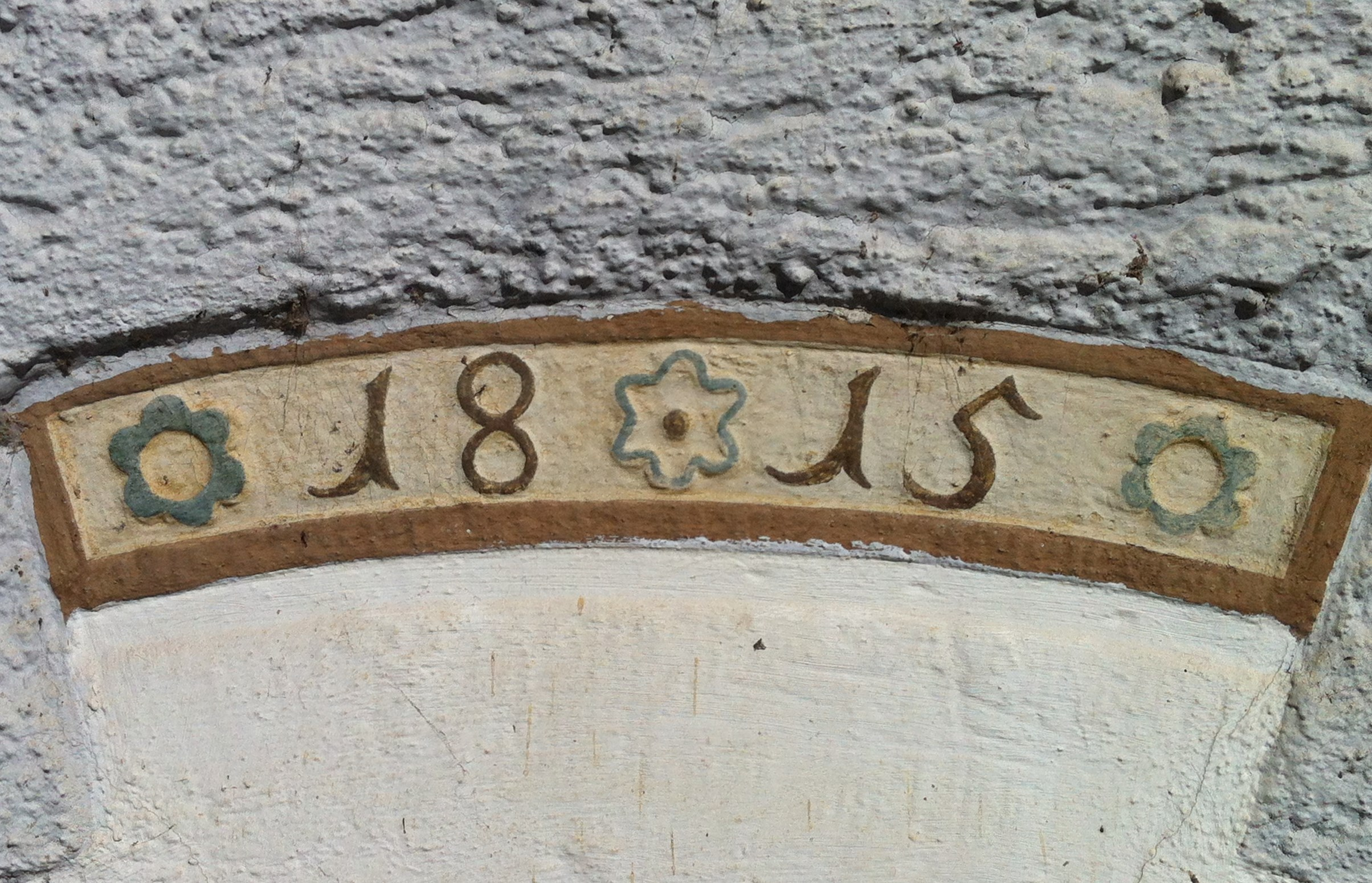
Am Kellereingang rechts, Grund des Datums unbekannt

## 19. Jahrhundert
„Xaver Roder, Bauer und Gemeinderechner in Dangstetten kaufte 1797 die dem Engel gegenüber errichtete Rheinauer Zehntscheuer.“
„Rechts vom Eingang über dem zweiten Kellereingang Jahreszahl 1815.“ Das Jahr 1815 brachte zwar mit der Niederlage Napoleons und dem Wiener Kongress Ereignisse von weltpolitischer Bedeutung – eine Veranlassung vor Ort für das Datum ist jedoch nicht zu bekannt.

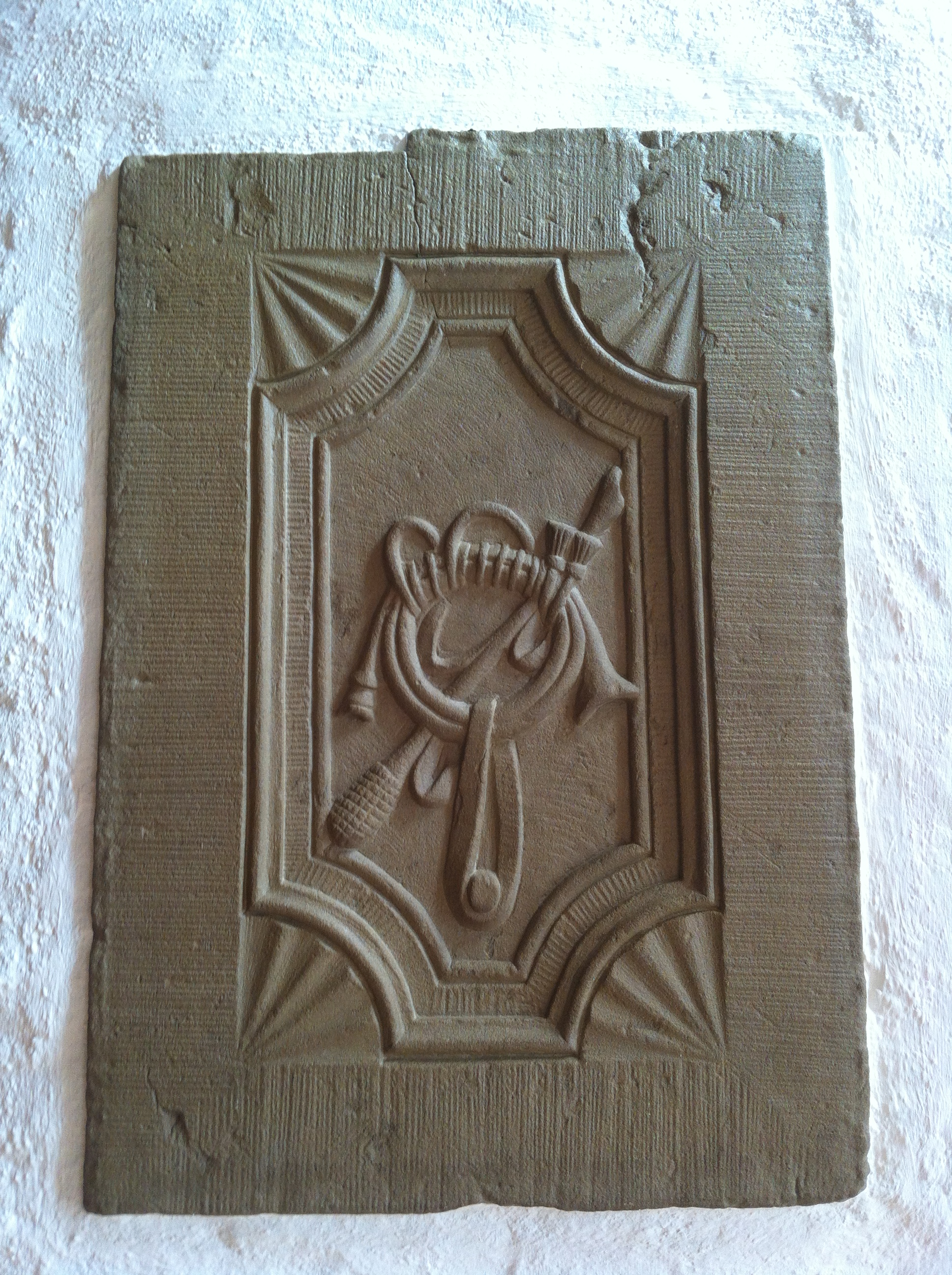
Der Engel war lange Zeit auch Poststelle

„Im Innern des Gebäudes, im Gastraum, ein gemauertes steinernes Relief mit Posthorn und Peitsche.“
Das Gasthaus zum Engel als Poststelle ist wenig dokumentiert. Eingerichtet wurde diese noch in der Zeit der Pferdekutschen, denn ein Foto von 1927 spricht von deren Ablösung durch das „erste Postauto im Rheintal in Dreiradausführung.“ Die Poststelle bestand jedoch mehr als hundert Jahre:
„1828/29 beantragte der Posthalter Xaver Roder vom Engel beim Großherzog Karl August, dass auf Staatskosten eine Brücke gebaut werden sollte. Der Großherzog kam deshalb eigens nach Rheinheim und besichtigte persönlich das Projekt, lehnte es aber ab. Da bot sich Xaver Roder an, die Brücke auf eigene Kosten zu erstellen. Der Tod hinderte ihn an der Ausführung. Doch noch einmal im Jahre 1830 erklärte sich seine Witwe Franziska bereit, die Brücke auf eigene Kosten zu bauen. Der Plan verlief sich im Sande.“
Brückenbau 1906/07

Erst auf Initiative des Zurzacher Fabrikanten Jakob Zuberbühler entstand Anfang des 20. Jahrhunderts wieder ein Brückenbau, der noch während der Montage infolge eines Hochwassers am 21. Mai 1906 einstürzte. Der Neubau wurde wieder aufgenommen und „am 14. Juli 1907 feierte die Bevölkerung von links und rechts des Stromes die Einweihung.“
Mit dem Wiederbeginn des Nachbarschafts- und Wirtschaftslebens nach dem Zweiten Weltkrieg wurde klar, dass das Bauwerk dem modernen Verkehr nicht mehr gewachsen war. Es wurde jedoch nicht abgerissen, sondern ab 1977 instand gesetzt und der alte Überbau durch einen Stahlverbundquerschnitt mit oben liegender Fahrbahn und zirka 10 Meter Breite erweitert. „Die Einweihung der heutigen Brücke fand am 2. September 1978 statt.“

## 20. Jahrhundert
Nach der Familie Roder besaß der Engel mehrere aufeinanderfolgende Besitzer, deren Werdegänge derzeit nicht aufzuklären sind. Bekannt ist, dass das Gebäudeensemble zunehmend verkam. Bei Müller-Ettikon, Geschichte Küssabergs, S. 98, befindet sich ein Foto, mit den Unterzeilen: „Das erste Postauto im Rheintal in Dreiradausführung löste im Jahre 1927 die Pferdepostkutsche ab. Die Aufnahme wurde im Ortsmittelpunkt beim Gasthaus ‚Zum Engel‘ in Küssaberg-Rheinheim gemacht.“
1928 übernahm Friedrich Wilhelm Küpfer, Sägewerksbesitzer aus Schwarzabruck bei Häusern mit seiner Frau den Gasthof und führte auch die zugehörige Landwirtschaft weiter.
Küpfer, der 1933 verstarb, hatte bereits 1930 Gasthof und Landwirtschaft seinem gleichnamigen Sohn Friedrich Wilhelm Küpfer übergeben. In den Jahren des Zweiten Weltkriegs waren ab 1939 10 Mann deutsche Grenzwache einquartiert. Die französische Besatzungseinheit ab 1945 mied den Gasthof vermutlich als zu großräumig und quartierte sich im Rheinheimer Gasthof Kranz ein. Im Engel wohnten in der Nachkriegszeit dann 20 Personen, meist ‚Ostflüchtlinge‘.
1963 übergab Friedrich Wilhelm Küpfer die Landwirtschaft an seinen Sohn Fritz Küpfer und den Gasthof an dessen Bruder Friedrich Küpfer, der den Betrieb 1968 einstellte. Fritz Küpfer stellte die Landwirtschaft 1985 ein. Friedrich Küpfer hatte den Engel mittlerweile an seinen Sohn Werner übergeben, der das verbliebene Gebäudeensemble 2000 an die Familie Paella verkaufte.